# Albin Kirsch

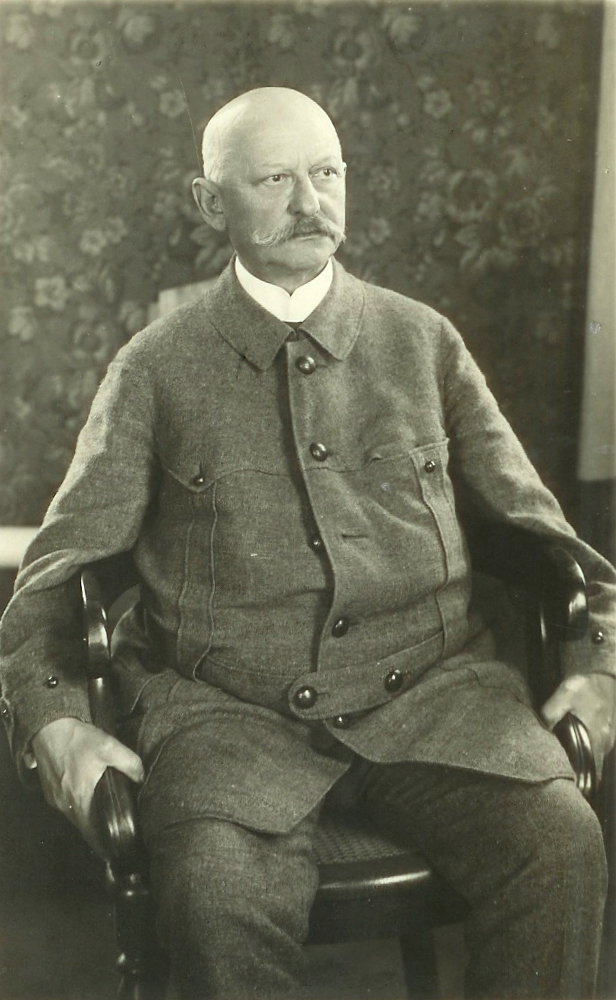
Albin Kirsch

Christian Hermann Albin Kirsch (* 25. Mai 1852 in Gillersdorf; † 25. April 1928 in Gehren) war ein deutscher Fabrikant und Politiker.

## Leben
Kirsch war der Sohn des Fleischermeisters und Gastwirts Theodor Kirsch und dessen Ehefrau Dorothee Elisabethe geborene Utting. Er war evangelisch-lutherischer Konfession und heiratete am 2. November 1878 in (Groß-)Breitenbach (standesamtlich) bzw. am 3. November 1878 in Oelze (kirchlich) Emilie Louise Olga Voigt (* 26. Mai 1858 in Oelze; † 28. April 1929 in Gehren), die Tochter des Bleiweißfabrikanten Carl Wilhelm Voigt. Eduard Kirsch war ein Onkel.
Kirsch trat 1874 in die väterlichen Schneidemühlen-Firma (gemeinsam mit seinen Brüdern Eduard und Emil). 1875 wurde die Firma Theodor Kirsch & Söhne nach Gehren und 1920 nach München verlegt (siehe Gewerbegebiet Kirschstraße). Ab 1922 war das Unternehmen eine Aktiengesellschaft, der Kirsch als Vorstandsmitglied vorstand. 1900 war er Mitglied der Handelskammer für das Fürstentum Schwarzburg-Sondershausen.
Er war Mitglied des Gemeinderates in Gehren. Vom 18. Januar 1899 bis zum 23. Februar 1916 war er Abgeordneter im Landtag des Fürstentums Schwarzburg-Sondershausen. Er wurde vom Fürsten als Nachfolger von Carl Bühl auf Lebenszeit für die Oberherrschaft ernannt. 1916 wurde an seiner Stelle Hermann Heinemann ernannt.
Er wurde 1897 mit dem Titel eines Kommerzienrates, 1916 als Geheimer Kommerzienrat und 1907 mit dem fürstlichen Ehrenkreuz III. Klasse ausgezeichnet.